# Infanterie-Regiment „Graf Bose“ (1. Thüringisches) Nr. 31
Das Infanterie-Regiment „Graf Bose“ (1. Thüringisches) Nr. 31 war von 1812 bis 1919 ein Infanterieverband der Preußischen Armee.

## Organisation

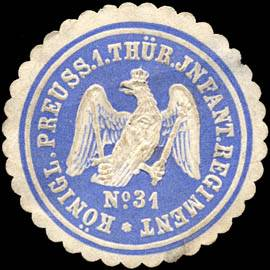
Siegelmarke Königlich Preussisches 1. Thüringisches Infanterie-Regiment No. 31

### Name
- 25. März 1815 – 31. Infanterie-Regiment
- 5. November 1816 – 31. Infanterie-Regiment (3. Magdeburgisches)[1]
- 4. Juli 1860 – 1. Thüringisches Infanterie-Regiment Nr. 31 (Die Thüringer Garde)
- 11. August 1894 – Infanterie-Regiment „Graf Bose“ (1. Thüringisches) Nr. 31

### Unterstellungen
1815
- III. Armee-Korps
  - 12. Brigade
    - 30. Regiment
    - 31. Regiment

ab 1816
- 3. Brigade Erfurt
  - 25. Regiment
  - 31. Regiment
  - Ostpreußisches Kürassier-Regiment
  - Brandenburgisches Ulanen-Regiment

5. November 1816
- IV. Armee-Korps
  - 2. Brigade
    - 31. Infanterie-Regiment (3. Magdeburgisches)
    - 32. Infanterie-Regiment (4. Magdeburgisches)

1849
- 2. (improvisiertes) Armee-Korps der Operationsarmee am Rhein
  - 1. (improvisierte) Division desselben

1866
- 1. Armee
  - IV. Korps
    - 8. Infanterie-Division
      - 15. Infanterie-Brigade

1870
- IV. Armee-Korps
  - 8. Infanterie-Division
    - 15. Infanterie-Brigade

ab 26. Mai 1871
- IX. Armee-Korps (IX. A. K.) in Altona
  - 18. Division in Flensburg
    - 36. Infanterie-Brigade in Rendsburg
      - Infanterie-Regiment „Graf Bose“ (1. Thüringisches) Nr. 31 in Altona
      - Infanterie-Regiment „Herzog von Holstein“ (Holsteinisches) Nr. 85 in Rendsburg

### Gliederung
- I. und II. Bataillon (Musketiere)
- III. Bataillon (Füsiliere)
- Am 14. Januar 1851 wurde aus den drei Bataillonen ein etatmäßiges IV. formiert.
- 3. September 1866 – gemäß der A. K. O. desselben Tages wurden die (soweit vorhandenen) vierten Bataillone der Infanterieregimenter aufgelöst.
- Temporär existierte ab 1893 ein IV. (Halb)Bataillon.

Im Weltkrieg wurden auf dem Felde die einzelnen Bataillone rotierend eingeteilt in
- Ruhe-Bataillon (R-Bataillon)
- Bereitschafts-Bataillon (B-Bataillon)
- Kampf-Bataillon (K-Bataillon).

Temporär existierte auch hier ein IV. (Halb)-Bataillon.

#### Unterstellte Truppenteile
- für das ins Elsass abkommandierte II. Bataillon, wurde das I./L 55 (L=Landwehr) zugeteilt
- ab September 1915 verbesserte ein Artillerie-Verbindungs-Offizier (A.-V.-O.) das Zusammenwirken zwischen Infanterie und Artillerie
- am 18. Dezember 1916 wurde im Regimentsstab eine Nachrichten-Kompanie (Nachrichten-Mittel-Abteilung = N. M. A.) gebildet
  - 1 Leutnant
  - alle Fernsprecher
  - alle Lichtsignalisten
- am 23. November 1916 wurde die 13. Kompanie in eine Infanterie-Pionier-Kompanie (I. P. K.) umgewandelt
- im Mai 1917 wurde eine Minen-Werfer-Abteilung (M.-W.-A.) gebildet
  - sie bestand aus drei Zügen, wovon jeder einer Bataillons-M. G. K. zugeordnet wurde

#### Abtretungen
- 5. Mai 1860 – durch Abgaben des Infanterie- und Landwehr-Regimentes der 31er entsteht das Infanterie-Regiment Nr. 71
- 27. September 1866 – Abgabe der 9., 13. und 14. Kompanie an das Füsilier-Regiment Nr. 80
- 1. April 1881 – Abgabe der 3. Kompanie an das Infanterie-Regiment Nr. 129
- 1. April 1887 – Abgabe der 6. Kompanie an das Infanterie-Regiment Nr. 137
- 1. April 1897 – Abgabe des IV. Bataillons zur Formierung des Infanterie-Regiments Nr. 163

Im Ersten Weltkrieg wurden abgegeben
- 13. August 1914 – die 12. Kompanie (12./31) war zur Bedeckung an die Kurze Marine-Kanonen-Batterie Nr. 3 (42-cm-Mörser) abzugeben (Rückkehr am 19. Oktober)
- 14. August 1914 – die 2. Kompanie (2./31) wurde mit der Bewachung des Flughafens Liers betraut (Rückkehr am 23. August)
- 27. Mai 1915 – die 14./31 wird zur 6./31, nachdem sie zur Bildung des neuen Infanterie-Regiments Nr. 187 ausschieden war, gewandelt.
- 23./24. April 1917 – während der Frühjahrsschlacht von Arras. wurden die 85er durch das Bataillon III./31 verstärkt
- 3. Oktober 1917 – I./31 wird dem 6. bayr. Infanterie-Regiment bei Langemark zur Verfügung gestellt

## Bewaffnung und Ausrüstung

### Hauptbewaffnung

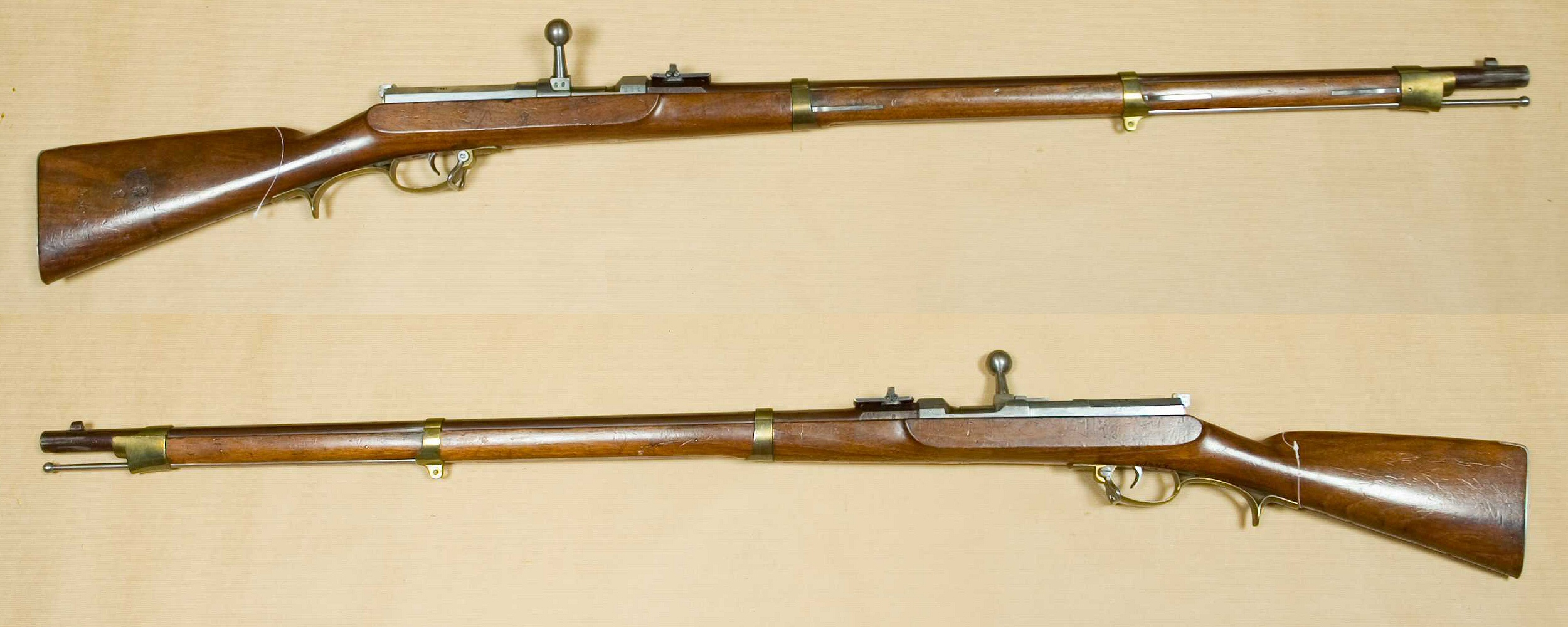
Zündnadelgewehr

- Ab 1833 wurden Saarner Gewehre. verwendet.
- Ab 1839 wurden die Steinschlossgewehre durch Perkussionsgewehre ersetzt. Ab 1854 erhielten die Musketiere Zündnadelgewehre.
  - Die Einführung des Puffers verschob sich kriegsbedingt auf 1872.
- Einführung des Zündnadelgewehrs M/62
  - Füsilier-Bataillon 1867.
  - Musketier-Bataillone 1868.
- Ab 1874 wurde das Gewehr M/71 eingeführt.
- 1886 erfolgte die Neubewaffnung des Heeres mit dem Repetiergewehr 71/84.
- 1889 wurde das Regiment mit dem Gewehr 88 ausgerüstet.
- Zur Beurteilung des Einzelprüfungsschießens wurden erstmals graue Ringscheiben mit aufgeklebten Kopfscheiben verwendet.
- Ab 1906 wurde das Regiment mit dem Gewehr 98 ausgerüstet.
- Ab 1909 wurde die 4. Kompanie (I. Bataillon) zur Maschinen-Gewehr-Kompanie (M.G.K.).
- Als erste neue Waffe im Stellungskrieg setzte das Regiment ab Januar 1915 den Minenwerfer (M.W.) ein.
- Des Weiteren wurden die Soldaten des Regiments ab Januar 1915 mit Handgranaten ausgerüstet.
- Ab April 1915 bekam jedes Bataillon seinen eigenen Schanzzeugwagen.
  - Im Gegenzug wurde der vierspännige Schanzenwagen des Regiments zurückgegeben.
- Ab Sommer 1915 gehörten die Gasschutzmittel zur Standardausrüstung im Graben.
- Ab Juli 1916 wurden im Regiment Flammenwerfer verwendet.
- Ab Juni 1917 wurde das Maschinengewehr MG 08/15 verwendet.
- Ab April 1918 wurden Schießbecher ausgegeben.
- Ab Mai 1918 kam das Tankgewehr M1918 zum Einsatz.

### Uniform
Die Grundfarbe war ursprünglich grün mit roten Kragenspiegeln und Aufschlägen, für die Bataillone I., II., III. und IV., bei den Bataillone V., VI. und VII. waren beide Hellblau. Die Farbe der Achselklappen waren bei den Bataillonen I. und V. rot, II. und VI. weiß, III. und VII. gelb und bei IV. blau.
Es wurden graue Hosen mit roter, im Sommer weißer Paspel, graue Mäntel mit niedrigem Tschako nach russischer Art, schwarzes Lederzeug getragen. Auf der Klappe der Patronentasche war eine flammende Granate aus Messingblech angebracht.
Im Feldzug 1815 trug das Regiment neue Uniformen mit:
- hellblauen Kragen und Aufschlägen
- dunkelblauen Patten
- rotem Schoßbesatz
- gelben Achselklappen mit roter 31
- Degen bei Musketier-Bataillonen
- scharlachrotem Kragen (A. K. O. von 1816)
- roten Achselklappen, Aufschläge und Patten (A. K. O. von 1818)

Änderungen des Jahres 1820
- dunkelblaue Mäntel mit Regimentsnummer
- dunkelblaue Mütze mit roten Streifen (und ab 1842 zusätzlich mit Nationalkokarde)

Änderungen unter Friedrich Wilhelm IV.
- Die Tschakos. und die an den Kniekehlen befestigte Schöße werden durch Helm und Waffenrock ersetzt
- das kreuzweise über der Brust liegende Lederzeug, der Tornisterbrustriemen des Säbelgehänges und der Patronentaschenbandolier wurden abgeschafft
- der Leibriemen wurde eingeführt
- Zwillichjacken wurden eingeführt

16. März 1867

Soldat des 1. Thüringischen Infanterie-Regiments Nr. 31

- anstatt der Kragenspiegel wurden durchgehend rote Kragen eingeführt
- die niedrigen Stehkragen der Mäntel werden durch hohe Klappkragen ersetzt
- die Hinterschiene des Helms fiel fort[2][3]
- anstatt zwei Paar kurzschäftiger Stiefel erhielt man jetzt je ein Paar kurz- und langschäftiger Stiefel

12. März 1887
- Tornister und Kochgeschirr wurden verkleinert
- Änderungen am Helm:
  - Schiene am Vorderschirm entfällt
  - Schuppenketten werden durch lederne Sturmriemen ersetzt
- anstelle weißen Lederzeuges wird nun schwarzes getragen
- Die besten Schützenkompanien des Armee-Korps trugen ab 1895 Ärmelabzeichen.
- Anlässlich des 100. Geburtstages von Kaiser Wilhelm I. verfügte Wilhelm II., dass das Heer zusätzlich zur Landeskokarde die Reichskokarde zu tragen habe.

Erster Weltkrieg
- Ab 9. März 1916 trug der Regimentsangehörige Stahlhelme.

#### Offiziere
- Sämtliche Offiziere trugen Tschakos. Außer Dienst konnten dreieckige Hüte mit schwarzer Feder getragen werden.
- Der Rock war zugeknöpft zu tragen.
- Ringkragen waren im Frontdienst zu tragen.
- Die Schärpe war ständig zu tragen.
- Nur Stabsoffiziere und Adjutanten trugen Sporen.
- Alle Offiziere trugen Degen an einem Koppel aus schwarzem Leder bei dunklen Hosen, sonst weißem Leder.
- Das Tragen des Überrocks aus dunkelgrünem Tuch war nur außerhalb des Dienstes gestattet.
- Bei Paraden war das Tragen von Feldmützen untersagt.
- Offiziere der Infanterie trugen, wie die Gemeinen, Tornister.
- Das Tragen eines Schnurrbarts war untersagt.
- Mit dem Eintritt in die Preußische Armee legten die Offiziere die russischen Feldzeichen ab.
- 9. Juni 1859 – Alle Hauptleute waren beritten.
- 1889
  - Die Berittenen hatten beim Dienst zu Pferde hohe Stiefel zu tragen.
  - Da Epauletten nur noch zu Parade- und Gesellschaftszwecken zu tragen waren, wurden veränderte Achselstücke eingeführt.
  - Das Tragen von Sporen wurde für Hauptleute zur Pflicht.
  - Die Schabracken wurden vereinfacht und hatte keine Goldtresse mehr.
  - Der bisherige weiße wurde durch einen schilffarbenen Helmüberzug ersetzt.
- 1893
  - Der bisherige graue wurde durch einen schwarzen Paletot ersetzt.
  - Dem Chef der Kompanie mit dem besten Schießergebnis wurde eine Büste Sr. Majestät (damalige Ausdrucksweise für Seine Majestät) verliehen.
- 1894
  - Der Chef der besten Schützenkompanie wurde mit einer Fangschnur dekoriert.
- 1895
  - Für den kleinen Dienst wurde eine Litewka aus blauem Stoff eingeführt.
- 1896
  - Zum Dienstanzug wurde die Feldbinde vorgeschrieben.
  - Die Schärpe wurde nur noch zu Paraden angelegt.
  - Berittene wurden mit einem Portepee mit Lederriemen und einem Mantelsack ausgestattet.
- 1899
  - Das Offiziersgepäck wurde auf ein vorgeschriebenes Maß beschränkt.
  - Es wurde ein grauer Umhang eingeführt.
  - Zum Manöver waren fortan rotbraune Handschuhe vorgeschrieben.

#### Fahnenträger
- 1898
  - Die Fahnenträger erhielten ein entsprechendes Abzeichen am linken Ärmel,
  - sowie ein halblanges Seitengewehr neuen Musters mit dem Griff eines Offiziersdegens[4]
  - Für den Dienst mit Helm war ein Ringkragen aus Messing anzulegen.

#### Sanitätsoffiziere
- 29. April 1869
  - als Erkennungsvulgo wurden Toten-Marken getragen.
- 1896
  - Das Tragen einer Feldbinde zum Dienstanzug wurde vorgeschrieben.
- 13. Februar 1913
  - Sanitätsmannschaften, die die den Sanitätsoffizieren zuarbeiteten, trugen per A. K. O. die Uniform ihres Truppenteils. Kenntlich waren sie dadurch, dass sie auf deren rechten Oberarm einen Äskulapstab aus gelbem Stoff als Erkennungsmerkmal trugen.

#### Mannschaften
- Ab 1888 erhielt dann das ganze Regiment schwarzes Lederzeug. Im Sommer wurde die persönliche Ausrüstung nach dem Modell 87 eingeführt. Danach wurde jetzt zusätzlich zu den zwei vorderen noch eine hintere Patronentasche getragen und an die Stelle des kurzschäftigen Stiefels trat der Schnürschuh.
- 1889
  - Für herausragende Schießleistungen wurde der betreffende Soldat mit einer aus einer silbernen Tresse mit schwarzen Streifen versehenen Schützenschnur ausgezeichnet
- 1891
  - Für den kleinen Dienst. wurde das Tragen einer Litewka aus blauem Stoff eingeführt
- 1893 Ab diesem Jahr (bis 1895) wurden Feldflaschen, Trinkbecher und Kochgeschirre aus Aluminium eingeführt. Des Weiteren wurde die Ausrüstung um eine tragbare Zeltausrüstung erweitert.
  - Die Schützenschnur bestand fortan aus einer geflochtenen, silbernen Schnur.
  - Die Kompanie mit den besten Schießergebnissen durfte fortan auf dem linken Ärmel ein besonderes Abzeichen tragen
- 1894
  - Einführung des Grauen Mantels
- 1895
  - Die Truppe erhielt ein neues Tornistermodell
  - Fortfall der hinteren Patronentasche
  - Der Brotbeutel wurde fortan nur noch am Leibriemen getragen[5]
  - Der Stehkragen am Waffenrock wurde weiter und niedriger gestaltet

#### Musikkorps
- 1898
  - Die Bekleidung der Stabshoboisten wurde, zur besseren Hervorhebung, aus feinerem Tuch als die Waffenröcke gefertigt
  - Die Schulterstücken bestanden jetzt aus Kantschnur
  - Die Tuchunterlagen (der Schulterstücke) waren in den Farben des Truppenteils zu versehen
  - Es wurde eine Leibbinde nach Art der Offiziers-Feldbinden angelegt

### Fahne

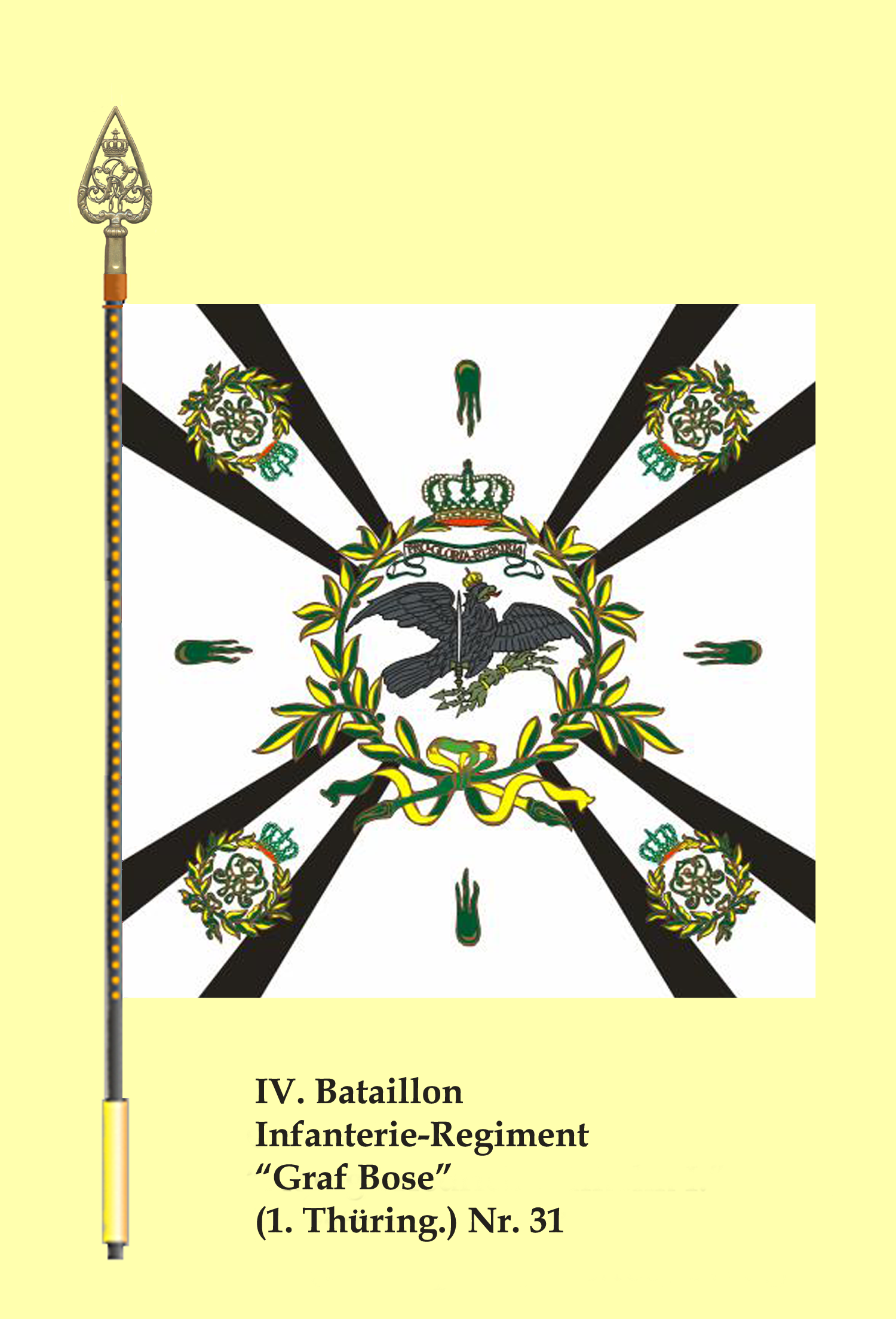
Fahne des IV. Bataillons

Durch A.K.O. vom 3. Oktober sowie 12. Dezember 1815 erhielt jedes Bataillon des Regiments per Brigadebefehl vom 7. Februar 1816 seine Fahne. Diese waren zusätzlich mit dem Band der Kriegsdenkmünze für 1815 versehen. Sie trafen im April in Erfurt ein und wurden im Hause des Brigadekommandeurs von den ältesten Bataillonssoldaten genagelt.
Am 21. April 1816 versammelte sich die Musketiere der 26er und 31er der Garnison auf dem Graben, wo deren Fahnen im Beisein des Kommandanten von Erfurt, General v. Bronikowski, eingesegnet wurden.
Letztere erhielten am 12. Januar 1861 als Anerkennung für deren Verdienste in den Feldzügen 1848/49 das Band des Militärehrenzeichens mit Schwertern.
Nachdem die Bataillone aus dem Deutschen Krieg in ihre Garnisonen zurückgekehrt waren, erhielten deren Fahnen am 3. März 1867 das Fahnenband des Erinnerungskreuzes für den Feldzug 1866 mit Schwertern.
Nach dem Deutsch-Französischen Krieg wurde den Fahnen das Eiserne Kreuz in den Fahnenspitzen verliehen. Die Stange der angeschossenen Fahne des I. Bataillons erhielt zudem einen silbernen Ring mit der Inschrift Beaumont (30. August) 1870. Ferner wurde dessen beschädigtes Band ersetzt und die Reste mittels einer Spange mit silberner Platte, welche die gleiche Inschrift trägt, schleifenförmig zusammengelegt.
Das Aussehen der neu verliehenen Fahnen der Linien-Infanterie-Regimenter der Preußischen Armee wurde 1890 vom Kaiser vereinheitlicht und an den Achselklappen der Soldatenuniform nach dem jeweiligen Korps, zu dem das Regiment gehörte, ausgerichtet und entsprechend reglementiert. Die alten Fahnen wurden bei der nächsten Teilnahme des Regiments am Kaisermanöver durch die neuen ersetzt.
Am 18. August 1895 erhielten die Fahnen das Band der Kriegsdenkmünze 1870/71. Die dazu erhaltenen silbernen Spangen waren beschriftet mit: Beaumont, Sedan, Pierresitte u. Stains, Epinai, Stains u. Epinai, Paris
Am 1. Januar 1900 erhielten die Fahnen Säkularspangen an schwarz-silbernen Fahnenbändern.
Auf dem Kaisermanöver am 5. September 1904 in Lurup wurde anlässlich der Kaiserparade dem Regiment durch Kaiser Wilhelm II. neues Fahnentuch verliehen und die Fahnen erneuert.
Mit dem Anerkennungsschreiben zum 100-jährigen Bestehen des Regiments vom Kaiser wurden den Fahnen Säkularbänder verliehen.
Da die Regimentsfahnen im Ersten Weltkrieg nicht mehr im ursprünglichen Sinne genutzt werden konnten, wurden sie Ende Juli 1915 an das Generalkommando nach Altona zurückgesandt.

## Geschichte

### Aufstellung
In der Russisch-Deutschen Legion wurden drei Bataillone aufgestellt, die die 2. Brigade bildeten. Dies waren die Bataillone 3, 4 und 6. Das 3. wurde 1813 in Mitau, das 4. in Königsberg i. Pr. aus verschiedenen Gruppen gebildet. Das 6. Bataillon wurde von Januar (in Landsberg a. W.) bis August 1814 (in Sternberg) aufgestellt. Es rekrutierte sich aus den Mannschaften des einst bei Lüneburg gefangenen sächsischen Infanterie-Regiments Prinz Maximilian. Als Kapitän der Brigade wurde von der Russischen Garde, der als Oberstleutnant zur Legion übergetretene, von Wardenburg ernannt.
| Legionsbataillon | Offizier | Mann  | Pferde | Σ     |
| ---------------- | -------- | ----- | ------ | ----- |
| 3. Bataillon     | 18       | 839   | 35     | 857   |
| 4. Bataillon     | 17       | 832   | 46     | 849   |
| 6. Bataillon     | 16       | 519   | 3      | 535   |
| Σ                | 51       | 2.190 | 84     | 2.241 |

Die Deutsche Legion wurde dem aus Sachsen bestehenden deutschen III. Armee-Korps, Generalleutnant von Thielmann, das der Niederrheinischen Armee, General Graf Kleist von Nollendorf, unterstand, zugeteilt. Durch den Armeebefehl vom 9. Juli 1814 formierten die 1. Brigade das 1. Regiment und die 2. das 2. Regiment der deutschen Legion. Das Kommando der Legion übernahm Oberst Carl von Clausewitz, das des 2. Regiments Oberst Ferdinand von Stülpnagel. Die Bataillone III., IV. und VI. wurden zu I., II. und III., wobei letzteres ab dem 10. Mai 1815 Füsilier-Bataillon hieß. Gemäß der A.K.O. vom 25. März 1815 wurde festgelegt, dass alle Infanterieregimenter nach deren Stammnummer benannt werden sollten.
So erhielt das 1. Regiment der Legion die Nummer 30 das 2. die 31. Der Eintritt des Regiments in die Preußische Armee erfolgte am 29. März 1815.
Als Stiftungstag des Regiments wurde der 6. September 1812 festgelegt.

### Garnison

Schloss Weißenfels

Viktoria-Kaserne

- 1816
  - Erfurt
  - Nordhausen
- 1820
  - Erfurt (I. und Füsiliere)
  - Weißenfels (II.)

1849/50 (I. und Füsilier-Bataillon)
- Frankfurt am Main
  - Füsiliere wurden zum Okkupationskorps in Baden abkommandiert

- 1869
  - Erfurt
- 1871
  - Altona – Viktoria-Kaserne

### Die Friedenszeit des Regiments
Am 8. Dezember 1815 rückten die Musketiere in die vorerst zugewiesenen Quartiere in Erfurt und die Füsiliere in Nordhausen ein. Von Nordhausen wurden sie im März 1816 nach Langensalza verlegt, kehrten jedoch schon im November nach Nordhausen zurück. Um 1818 erhielten sie Garnison in Erfurt. Das II. Bataillon kehrte nach dem Herbstmanöver des Jahres nach Nordhausen zurück. Hier blieb es zwei Jahre und zog dann nach Weißenfels. Dort diente das Schloss als Kaserne. Vom Rhein zurückgekehrt, blieben die Füsiliere in Weißenfels, die Musketiere in Erfurt. Es wurde die zweijährige Dienstzeit eingeführt und eine Regimentsbibliothek, Anfangsbestand 200 Bücher, gegründet.
Als das Regiment 1830 zu einem Manöver in Querfurt versammelt war, erging der Befehl an das IV. Armee-Korps an den Rhein zu marschieren.
Von Mai bis August 1831 diente Prinz Adalbert als Chef der 9. Kompanie des Füsilierbataillons.
1833 bezog das Regiment erstmals ein Zeltlager. Es lag bei Rothensee in der Nähe von Magdeburg.
Als erstem Füsilierbataillon der Armee wurde 1837 eine Signalhornmusik eingeführt.
Mit einer Parade der Musketier-Bataillone auf dem Erfurter Friedrich Wilhelmplatz (einst dem Graben) begannen am 31. März 1838 die Feierlichkeiten zum 25-jährigen Bestehen des Regiments.
Unter Friedrich Wilhelm IV. wurde 1842 die Trageweise des Gewehrs novelliert. Anstatt wie bisher von der Faust unten am Kolben umfasst an der linken Schulter, war es jetzt von der rechten Hand am Abzugsbügel zu tragen. Die Kompanien wurden in Kolonnen aufgegliedert.
Auswirkungen der 1848er Revolution gab es auch in Erfurt. Von hier, der Hauptstadt der Demokratie, war man bestrebt die Republik Thüringen auszurufen. Die Revolutionäre bildeten eine eigene Bürgerwehr. Um die Erfurter Besatzung zu verstärken, wurde am 19. November die Mannschaft des Erfurter Landwehr-Bataillons einberufen. Am 24. November kam es zum einzigen größeren Gefecht in der Stadt während der Revolution. Eines der Musketen-Bataillone wurde am 16. März 1849 zur Aufrechterhaltung der Ordnung nach Altenburg gesandt, von wo es am 30. Mai zurückkehrte.
1850 wurde in Erfurt, wo das II. Bataillon als Reserve verblieb, eine gemischte Division unter dem General Fürst Radziwill gebildet.
Die 1837 eingeführte Zweijährige Dienstzeit wurde 1852 in eine Dreijährige geändert.
Bei den Krönungsfeierlichkeiten von König Wilhelm I. in Königsberg war das Regiment durch seinen Kommandeur und die Fahne vertreten. Ihr dort ernannter Regimentschef begrüßte sein Regiment erstmals am 19. November 1863 in Erfurt und beging mit ihm am 31. März 1865 dessen 50-jähriges Regimentsjubiläum.
Durch den Kriegsministerial-Erlass vom 3. Juni 1869 wurde Weißenfels als Garnisonsstandort aufgegeben.

Passepartout

Nach Beendigung des Deutsch-Französischen Krieges trat das Regiment zum IX. Armee-Korps über und bezog am 3./4. Juli 1871 ihre neue Garnison in Altona, wo bald die Viktoria-Kaserne gebaut wurde. Bis dahin lagen sie in der Central- und Kavalleriekaserne. Schon am 2. Oktober besichtigte der Divisionskommandeur, Generalleutnant Karl von Wrangel, die Kompanien.
Durch A.K.O. von 1873 und 1875 wurde der Kontermarsch, die Kolonnenformation durch Voreinanderschieben der Züge und das Entwickeln aus der Tiefe aufgegeben.
Zum 50-jährigen Dienstjubiläum ihres Regimentschefs am 29. Oktober 1871 wurde ihm ein von Offizieren, Ärzten und Zahlmeistern des Regiments gestifteter Degen überreicht. Nach dessen Tode schenkte seine Gemahlin, Therese von Barnim, dem 31er Offizierskorps den Degen mit der Auflage, dass deren Kommandeur diesen bei festlichen Gelegenheiten zu tragen hätte. Seitdem ruhte der Degen in einem Glaskasten im Offizierskasino und wurde nur zum Geburtstag des Kaisers getragen.
Am 2. September 1873, dem Jahrestag der Kapitulation Sedans, wurde der à la suite des Regiments stehende Kommandierende General des IX. Armee-Korps zu dessen neuem Chef ernannt. Das Fort Nr. 11 der Festung Straßburg hatte bereits am Tage zuvor den Namen „Bose“ erhalten.
Der 75. Jahrestag des Regiments wurde am 31. März 1890 begangen. Die Parade nahm der Kommandierende General, General der Infanterie Paul von Leszczynski, ab.

#### Kaisermanöver
- 1875 – an dem in jenem Jahr bei Rostock stattfindenden Manöver nahmen die 31er erstmals teil und wurden bei der Parade von ihrem Chef an dem Kaiser vorbeigeführt.
- 1904 – auf der in diesem Jahr in Altona stattfindenden Kaiserparade des Manövers, erhielt das Regiment die am 28. August im Berliner Zeughaus vom Kaiser, den Generalobersten Wilhelm von Hahnke, den Grafen von Schlieffen und anderen genagelten neuen Fahnen. Im Lichthof empfingen diese dann in Gegenwart des katholischen Feldprobstes der Armee, vom Militäroberpfarrer Konsistorialrat Max Wölfing die Weihe.[8]

#### Preisschießen
Um die Qualität des Schießens zu steigern, wurde ein jährliches Preisschießen für Offiziere und Unteroffiziere des Korps festgelegt.
- Der beste Offizier erhielt einen mit dem Namenszug Se. Majestät versehenen Degen.
- Der beste Unteroffizier erhielt eine goldene Uhr.

Ab 1890 erhielten:
- der beste Schütze der am besten schießenden Kompanie des Korps ein Kaiserabzeichen
- der Kompaniechef ein silbernes Schild
- das Offizierkasino des Regiments eine Kaiserbüste als bleibendes Erinnerungszeichen

Mit A.K.O. wurde das Preisschießen als nicht mehr zeitgemäß, ganz abgeschafft und durch das Vergleichsschießen ersetzt. Zudem wurde das Gefechtsschießen des Regiments erstmals in der Gruppe abgehalten.
Das Regiment erschossen sich das Kaiserabzeichen von 1898 bis 1904 und 1909.

### Feldzüge

#### Befreiungskriege

##### Russlandfeldzug

###### Feldzug in Mecklenburg
Im August 1812 wurde die Russisch-Deutsche Legion, aus der später neben anderen Truppenteilen das Regiment hervorgegangen ist, gebildet. Oberstleutnant von Wardenburg führte die 2. Brigade.
In der Schlacht an der Göhrde führte er sie an Oldendorf vorbei, in den Rücken des Feindes. Wenige Tage darauf nahm es an der Rekognoszierung bei Büchen teil und wurde Vorposten bei Boizenburg/Elbe.

###### Feldzug in Holstein und Blockade von Hamburg
Die 2. Brigade unterstand im Korps „Wallmoden“ der Avantgarde unter General Wilhelm von Dörnberg. Die Franzosen unter Davout waren hinter die Stecknitz und Trave zurückgedrängt.
Am 4. Dezember 1813 kämpfte sie in dem Gefecht bei Boden und zog am Folgetag in das bereits verlassene Oldesloe weiter. Auf dem Wege nach Segeberg stieß sie bei Klein Gladebrügge auf Widerstand. Auf dem Weg von Sehestedt nach Habye fand das Gefecht bei Sehestedt statt, die Brigade drängte die Dänen nach Rendsburg zurück und verblieb dort bis zum Eintritt des Waffenstillstands.
Am 18. Januar 1814 brach das Korps „Wallmoden“ nach Harburg auf und erreichte drei Tage darauf die Elbe. Sowohl Hamburg als auch der Brückenkopf Harburg waren von den Truppen des Maréchal Davout besetzt und waren blockiert. Nach zwei Gefechten bei Neuland wurden die Städte erobert. Die Brigade marschierte dann nach Bremen, wo sie an einer Parade vor dem Herzog von Cambridge sowie dem zurückgekehrten Herzog von Oldenburg teilnahm.
Am 23. März wurde, auf Betreiben Wallmodens, der Brigade die Belagerung der Festung Antwerpen übertragen, wo am 6. April die Nachricht vom Ausgang der Schlacht bei Paris, der den Krieg beendete, eintraf. Da z. B. die russischen und die belgischen Legionsmitglieder heimwärts zogen, drohte die Legion zu zerfallen. Preußen bot den Deutschen an, dass sie, unter Beibehaltung ihrer Ränge, in den Preußischen Dienst treten konnten. So wurde aus der Russisch-Deutschen eine Deutsche Legion. Diese paradierte dann erstmals als solche am 21. Juli 1814 vor dem General Friedrich von Kleist in Aachen.

##### Belgienfeldzug
Am Mittag des 16. Juni 1815 traf die Legion, aus Namur kommend, beim Point du Jour ein. Von dort verfolgte man zuerst die Entwicklung der Schlacht von Ligny. Erst als gegen 16 Uhr die Division von Général Hulot auf den Mont Potriaux vordrang, begann das bis dahin passive Regiment, mit der Schließung der entstandenen Lücke aktiv an der Schlacht teilzunehmen und die Division aufzuhalten. Zu des dem folgenden Gegenangriffs musste es jedoch das Dorf Richtung Sombreffe verlassen. Der nördlich von Brye weilende Gneisenau hatte den Befehl zum Rückzug auf Wavre gegeben. Kurz nach Mitternacht verließ dann das Thielmann’sche Korps als Arrièregarde Sombreffe.
Die Schlacht bei Wavre hatte den Zweck, den Franzosen den Marsch nach Waterloo zu verwehren. Die dortigen Franzosen sollten keine Verstärkung erhalten. Hierfür verteidigten die 31er vorerst drei Übergänge über die Dijle. Als die französische Kavallerie diese woanders überschritt, befahl Stülpnagel sich von den Übergängen zurückzuziehen. Obwohl die Übergänge nicht gehalten werden konnten, war die entstandene Verzögerung für die Franzosen so groß, dass sie nicht mehr rechtzeitig eintreffen konnten. So traf die Nachricht ein, dass Napoleon bei Waterloo vernichtend geschlagen worden sei. Die französischen Streitkräfte mussten Belgien verlassen und der Feldzug war beendet.
Die Preußen folgten den sich zurückziehenden Franzosen in Richtung Paris. Als bekannt wurde, dass man sich in Paris zur Verteidigung einrichtete, wurde beschlossen Paris zu umgehen, um von Süden her in die Stadt einzuziehen. Auf dem Weg dorthin wurde das Korps am 3. Juli 1815 noch in das Gefecht von Issy verwickelt, konnte aber am 8. Juli 1815 in die Stadt einziehen. Am 21. September verließ das Korps die Stadt wieder und paradierte am 3. Oktober erstmals vor König Friedrich Wilhelm III. in der Ebene von Grenelle.
Der Feldzug wurde mit dem Pariser Frieden vom 20. November 1815 beendet.

#### Das Regiment am Rhein
Nach der Julirevolution und der anschließenden Unabhängigkeit Belgiens wurde die Truppenstärke im Westen zu erhöht. So marschierten das Regiment nach Koblenz, von wo aus sie Köln als vorläufige Garnison zugewiesen bekamen. Am 28. September 1830 verlegte das Regiment in die Franziskaner-Kaserne und den Blankenheimer Hof.
Am 31. Dezember 1831 kam der zum Generalgouverneur der Rheinprovinz ernannte Prinz Wilhelm von Preußen in Köln an. Sein Sohn, Prinz Adalbert, wurde zum Regiment versetzt und übernahm am 3. Mai 1831 die Führung der 9. Kompanie und von Juli bis August die Führung des Füsilier-Bataillons.
Im Mai 1832 wurde die Rückkehr des Korps in seine Heimatprovinz befohlen. Durch, für im Juli in Aachen erwartete Unruhen wurde der Abzug jedoch verzögert. Das Füsilierbataillon des Regiments bezog vorläufige Quartiere zwischen Jülich und Aachen. Mitte August zog das Regiment dann ab und erreichte im September seine alten Garnisonen.

#### Das Füsilier-Bataillon in Berlin
Da die revolutionäre Bewegung vom Februar 1848 (Februarrevolution) von Paris aus auch auf Deutschlands großen Städten übergriff, setzte sich die Kommandantur in Berlin mit dem Generalkommando des Gardekorps in Verbindung. Um der Störung der Öffentlichen Ordnung erfolgreich entgegenwirken zu können, wurde die Heranziehung auswärtiger Truppen erwogen.
Da dies auch in Sachsen, und hier speziell Leipzig, drohte, zog Generalmajor Franz Karl von Werder ein Beobachtungskorps in Halle aus Truppen des IV. Armee-Korps, unter ihnen das 31er Füsilier-Bataillon, zum 11. März zusammen. Am 17. wurde das Bataillon nach Berlin (Märzrevolution) verladen, wo es der 5. Infanterie-Brigade, Generalmajor Wilhelm von Thümen, unterstellt wurde. Diese war wiederum General Karl von Prittwitz unterstellt.
Nach den Kämpfen und dem Barrikadenaufstand machte König Friedrich Wilhelm IV. den Aufständischen Zugeständnisse. Eines jener Zugeständnisse war die Rückkehr sämtlicher Truppen in ihre Kasernen bzw. der Abzug der auswärtigen Truppen.

#### Deutsch-Dänischer Krieg
Das von der Märzrevolution aus Berlin kommende Füsilierbataillon wurde am 28. März mit der Bahn von Nauen nach Havelberg transportiert und sollte über Altona am 11. April Rendsburg erreichen. Generalleutnant Fürst Radziwill wurde zum Kommandeur der preußischen Truppen ernannt. In dessen Generalstab befand sich der Hauptmann von Fransecky der später Regimentskommandeur werden sollte.
Bis zum 23. April 1848, an diesem Tag fand das Gefecht von Schleswig statt, versammelte sich die dem General Friedrich von Wrangel unterstehende, von Generalmajor von Bonin befehligte 2. Kolonne. Teil der Kolonne war das Bataillon. Die Kolonne ging an jenem Tag in Richtung Schleswig vor und erreichte gegen Mittag das Danewerk. Am Abend war dieses, das Schloss Gottorf und Schleswig erobert. Die Dänen zogen sich beiderseits des Langsees zurück. In den Folgetagen rückte das Bataillon über Flensburg, Apenrade nach Kolding vor. Dort verblieb es bis zum 25. Mai. Von da marschierte es zum Schloss von Gravenstein, an dem es Biwak bezog.
Bei dem Gefecht von Düppel kamen am 5. Juni, dem Geburtstag Ernst Augusts von Hannover, die 31er von Westen her auf Düppel zu und eroberten es mit. Bedingt durch den ungenügenden Soutien (Rückhalt) war man aber gezwungen, das Dorf in der Nacht wieder zu verlassen. Nach dem in der Nacht abgebrochenen Gefecht erwartete man am Tag die gegnerische Offensive, die jedoch ausblieb. Das Bataillon marschierte am 20. nach Flensburg zurück.
Mit dem Waffenstillstand von Malmö vom 26. August war der Krieg beendet. Ab dem 5. September war das Bataillon auf dem Rückmarsch, erreichte am 20. September Spandau und nahm am folgenden Tag an einer Parade vor dem König teil. Wegen andauernder Tumulte in Berlin wurde das Bataillon in der Nähe der Stadt einquartiert. Am 10. November rückte es durch das Oranienburger Tor in Berlin ein. Am 24. November wurde es nach Brandenburg zur Aufrechterhaltung der Ordnung kommandiert. Als sich die Lage entspannte, wurde es am 15. Dezember abgezogen und trat den Marsch in die Heimatgarnison an.

#### Feldzug in Baden
In der Reichsverfassungskampagne ersuchte der abgesetzte Großherzog Leopold von Baden im Frühjahr 1849 den Deutschen Bund um Hilfe. Daraufhin stellte Preußen zwei Armeekorps auf, zu denen das I. und das Füsilier-Bataillon der 31er gehörten. Die beiden Korps und das Neckar-Korps standen als Operationsarmee am Rhein unter dem Oberbefehl des späteren Kaisers.
Operationsarmee am Rhein (Prinz von Preußen)
- I. Armee-Korps (Moritz von Hirschfeld) in Kreuznach
- II. Armee-Korps (Karl von der Groeben) in Frankfurt am Main
  - 1. Division
    - Brigade (von Schack)
      - I. und Füsilier-Bataillon

- Bundes- o. Neckar-Korps (Eduard von Peucker) zwischen Necker und Main

Am 1. Mai wurde die Mobilmachungsordre für das I. und das Füsilier-Bataillon ausgestellt, das II., welches als Reserve diente, traf erst am 15. ein. Die Füsiliere setzten in diesem Feldzug erstmals das Zündnadelgewehr ein.
Am 21. Juni wurde Ladenburg und die dortige Eisenbahnbrücke angegriffen und eingenommen. Das Korps verließ die Stadt am 22. in Richtung Heidelberg. Die sich unter Mierosławski nach dort zurückgezogenen Insurgenten wurden nach dem Gefecht bei Heidelberg in den frühen Morgenstunden des 23. Juni aus der Gegend vertrieben.
Im Rahmen der militärischen Aufklärung kam es am 28. Juni 1849 zum Rekognoszierungsgefecht bei Ötigheim. Die Truppe zog weiter nach Rastatt, dabei das Gefecht am Federbach und Hirschgrund führend, beim Überqueren der Murg folgte das Gefecht bei Steinmauern. Die Festung Rastatt wurde von den preußischen Truppen eingeschlossen. Der Führer der Insurgenten Ludwik Mierosławski legte sein Oberkommando nieder und flüchtete in die Schweiz. Während der Prinz von Preußen mit den anderen Korps weiter nach Süden zog, führte das 2. Armee-Korps die Belagerung von Rastatt durch. Das Regiment war an der Einschließung der Festung von der Ettlinger Seite her beteiligt. Nach acht Tagen unternahmen die Belagerten einen erfolglosen Ausfallversuch bei Rauenthal und gaben am 23. Juli auf.
Am 19./20. November 1850 wurden die Bataillone mit der Eisenbahn nach Eisenach verlegt, wo sie zum Korps „Gröben“ stoßen sollten. Mit Abschluss des Olmützer Vertrages wurde das Korps aufgelöst. Es wurde am 26. Januar 1851 verfügt, dass das IV. Armee-Korps wieder seine Friedensgarnisonen zu beziehen hätte.

#### Deutscher Krieg
Nachdem am 3. Mai 1866 Kriegsbereitschaft befohlen worden war und am 6. Mai 1866 in Erfurt und Weißenfels der Befehl zur Mobilmachung eintraf, wurden die Augmentationsmannschaften mobilisiert und am 16./17. die Garnisonen verlassen. Preußen trat bereits am 14. Juni aus dem Deutschen Bund aus.
2. Armee (Friedrich Karl von Preußen)
- IV. Korps (Hans Wilhelm von Schack)
  - 8. Division (August von Horn)
    - 15. Brigade (Julius von Bose)
      - 31. Regiment (von Freyhold)

Die Vorhut der 8. Division stieß am 24. erstmals auf den Feind und besiegte ihn im Gefecht bei Langenbrück. Am Abend des 26. Juni kämpfte es unter dem Brigadegeneral und späteren Regimentschef Julius von Bose in der Nachtgefecht bei Podol. Er führte das Regiment, da dessen Kommandeur am Vortag gefallen war.

Schlacht von Königgrätz (Gemälde von Georg Bleibtreu)

Der Kronprinz von Sachsen, Oberbefehlshaber der gegen Preußen kämpfenden Sächsischen Truppen, beabsichtigte nach Josephstadt zur Haupt-Armee zu marschieren und mit der Nachhut in Münchengrätz den Abmarsch zu decken.
Am Morgen des 28. verließ die 8. Division Podol, überquerte die Iser und zog in die Schlacht bei Münchengrätz. Als die Division danach das kürzlich eroberte Gitschin durchquert hatte, traf der ehemalige Abteilungschef im Kriegsministerium und nun neu ernannte Regimentskommandeur bei den 31ern ein.
Die Bistritz am Morgen des 3. Julis bei Sowetitz überschreitend gelangte die Division in den Hola-Wald. Hier lag sie etwa fünf Stunden in Bereitschaft. Als die Schlacht vorüber war, gaben die Hornisten um 15 Uhr das Signal: „das Ganze Avancieren“ und die 31er rückten aus dem Wald nach Stresetitz vor. Von nun an wurde in Generalrichtung auf die Donau marschiert. Die mährische Grenze wurde am 11. Juli überschritten und am 12. Juli im Schloss Czernahoras Quartier genommen. Am 17. Juli traf das Regiment in Holitsch (Ungarn) ein. Auf den Vorschlag des Generals von Bose in der Besprechung im Schloss des Grafen Palffy in Stampfen hin wurde die Stellung bei Blumenau nicht westlich, wie bei der ungarischen Revolution, sondern östlich umgangen. Am Morgen des 22. Juli stand die 8. Division südlich von Bisternitz als das Gefecht bei Blumenau, das letzte Gefecht zwischen Preußen und Österreichern, begann. Um 12 Uhr wurde es abgebrochen, da der Waffenstillstand in Kraft trat. Am 31. um 9 Uhr morgens hielt das IV. Armee-Korps, die Reserve-Kavallerie sowie ein Teil des III. Armee-Korps bei Unter-Gänserdorf auf dem Marchfelde im Angesicht des Stephansturms vor ihrem König Wilhelm eine Parade ab. Der Chef des Regiments führte hierbei seine 31er an. Von dort begab sich das Regiment im Anschluss in seine Heimatgarnison.

#### Deutsch-Französischer Krieg
Am Morgen des 16. Juli 1870 erging der Befehl der Mobilmachung an die 31er, die innerhalb von neun Tagen mobilisiert waren.
2. Armee (Friedrich Karl von Preußen)
- IV. Korps (Gustav von Alvensleben)
  - 8. Division (Alexander von Schoeler)
    - 15. Infanterie-Brigade (Johann Friedrich August Keßler)
      - 31. Regiment (von Bonin)

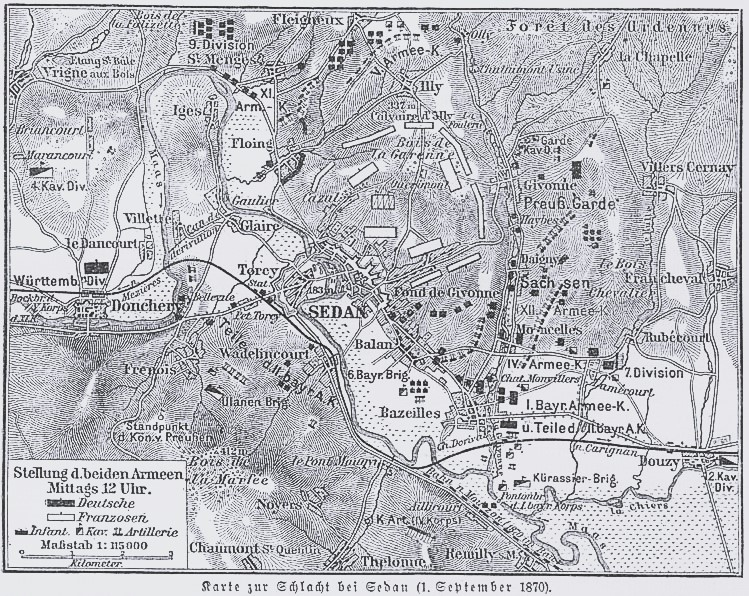
Karte zur Schlacht bei Sedan

Am 7. August überschritt das Regiment bei Petit-Réderching die französische Grenze. Ab dem 20. August wurde aus den Gardekorps, dem IV. und XII. die sogenannte Maas-Armee (4. Armee) unter dem Befehl des Kronprinzen von Sachsen formiert. Als die 31er am 26. August Anzécourt durchquerten, fuhr zum ersten und einzigen Male in diesem Feldzug König Wilhelm an ihnen vorbei. Dieser verlegte gerade das Hauptquartier von Bar-le-Duc nach Clermont. Tags darauf umgingen die 31er Verdun. Nördlich von Beaumont zog die Division in das Gefecht bei Beaumont.
Nach dem Gefecht verlegte die Truppe zur Maas. Das IV. Armee-Korps sollte westlich Mouzon zur Unterstützung bereitstehen und kämpfte dann in der Schlacht bei Sedan. Anschließend rückte das Korps in Richtung Paris vor. Die 31er nutzten hierbei die gleichen Wege, auf denen sie sich bereits 55 Jahre zuvor bewegt hatten. Es gab die ersten Anzeichen von Franktireurs.
Die Belagerung von Paris begann am 19. September. Während dieser nahm das Regiment an Gefechten bei Pierrefitte, Montmagny sowie Épinay teil.
Zur Kaiserproklamation im Januar 1871 in Versailles waren auch vom IV. Armee-Korps Deputationen, so die der 31er, abkommandiert. Das IV. Korps wurde am 27. März demobilisiert. Mit Befehl vom 26. Mai trat das Regiment vom Verband des IV. in den des IX. Armee-Korps über, die A.K.O. vom 11. April 1871 wies dem Regiment Altona als neue Garnison zu, die 36. Infanterie-Brigade wurde Teil der 18. Division und am 29. Mai traten die 31er ihren Rückmarsch an. Bei Saarlouis wurde am 25. Juni die Grenze überschritten. Von Birkenfeld aus brachte die Eisenbahn das Regiment in ihre neue Garnison.
Auf dem Hamburger Zeughausmarkt wurde das Regiment von General Gustav von Manstein empfangen und durch die Vorstadt St. Pauli an die Grenze Altonas geleitet. Auf dem Platz am Ende der Altonaer Königstraße wurden sie vom Bürgermeister Vogler, in Vertretung des Oberbürgermeisters Friedrich Gottlieb Eduard von Thaden, empfangen.

#### Boxeraufstand
Ein Offizier, neun Unteroffizieren und 48 Mannschaften waren an der Aktion in China beteiligt. Bis auf einen Musketier, der dort verstarb, kehrten alle zurück.

#### Erster Weltkrieg
Mit der Mobilmachung Österreich-Ungarns am 31. Juli 1914 wurde in Deutschland die „Drohende Kriegsgefahr“ proklamiert. Die Mobilmachung des Regiments dauerte vom 2. bis zum 6. August, bevor es ausrückte und am 9. August in Aachen eintraf, wo es zwei Tage bleiben sollte.
|                | Offizier | Mann  | Pferde | Σ     |
| -------------- | -------- | ----- | ------ | ----- |
| Regts.-Stab    | 3        | 52    | 15     | 55    |
| I. Bataillon   | 30       | 1.129 | 103    | 1.159 |
| II. Bataillon  | 26       | 1.052 | 58     | 1.078 |
| III. Bataillon | 26       | 1.054 | 58     | 1.080 |
| Σ              | 85       | 3.287 | 234    | 3.372 |

|                | Offizier | Mann  | MG | Munitionswagen | Σ     |
| -------------- | -------- | ----- | -- | -------------- | ----- |
| Rgts.-Stab     | 2        |       |    |                | 2     |
| I. Bataillon   | 22       | 949   | 6  | 3              | 971   |
| II. Bataillon  | 22       | 971   |    |                | 939   |
| III. Bataillon | 22       | 959   |    |                | 981   |
| Σ              | 68       | 2.879 | 6  | 3              | 2.937 |

Der 1. Armee unter dem Oberbefehl von Generaloberst Alexander von Kluck und dem IX. Armee-Korps (Kommandierender General Ferdinand von Quast) war die 18. Division von Generalleutnant Max von Kluge unterstellt. Sie bestand unter anderem aus der 36. Infanterie-Brigade, die Freiherr von Troschke kommandierte und zu der unter anderem das Regiment gehörte.

##### 1914
Am 11. August passierten das Regiment die Grenze und zogen gemäß dem Schlieffen-Plan zuerst Richtung Lüttich. Auf dem Weg dorthin wurde das zerstörte Battice durchquert. Das II. Bataillon erhielt den Befehl das Dorf Hermée, das III. Bataillon den Ort Vivegnis niederzubrennen. In beiden Dörfern wären angeblich Franktireure tätig gewesen. Diese wurden auf Seiten der Deutschen seit dem Deutsch-Französischen Krieg gefürchtet. Seine Feuertaufe erhielt das Regiment auf dem Weg nach Tirlemont in der Schlacht an der Gette, welcher das Nachtgefecht bei Cumptich folgte. Danach kämpfte es bei Obourg in der Schlacht bei Mons. Bei Curgies ,Sebourg betrat das Regiment am 25. August französischen Boden. Nach einem Gefecht bei Château-Thierry erreichte das Regiment die Marne zu Beginn der Marneschlacht. Im Verbund mit den 85ern wurde Courgivaux erobert und nach dem Passieren des Ourcqs bei Ormoy gekämpft, bevor die 1. Armee sich wieder hinter die Aisne zurückzog. Ohne es zu wissen, war hier der Wendepunkt des Krieges erreicht.
Die 31er kämpften in der Schlacht an der Aisne, erhielten am 19. September den ersten Altonaer Ersatztransport, und eroberten, aus Moulin-sous-Touvent kommend, Autrêches. Womit für die Einheit der Bewegungskrieg endete und der Stellungskrieg begann. Am 6. Oktober wurde das Regiment in das rückwärtig liegende Blérancourt zurückgezogen, um dort zusammen mit dem Infanterie-Regiment „Hamburg“ (2. Hanseatisches) Nr. 76 die Brigade „Troschke“ der neuen Infanterie-Division „von Luckwald“ zu bilden. Major Marggraff wurde im November aus dem Schwesterregiment der 36. Infanterie-Brigade zum neuen Kommandeur des Regiments ernannt, das Regiment selbst gegen Typhus geimpft und die Bevölkerung Autrêches, da man sie der Spionage verdächtigte, in rückwärtige Orte verlegt.

##### 1915

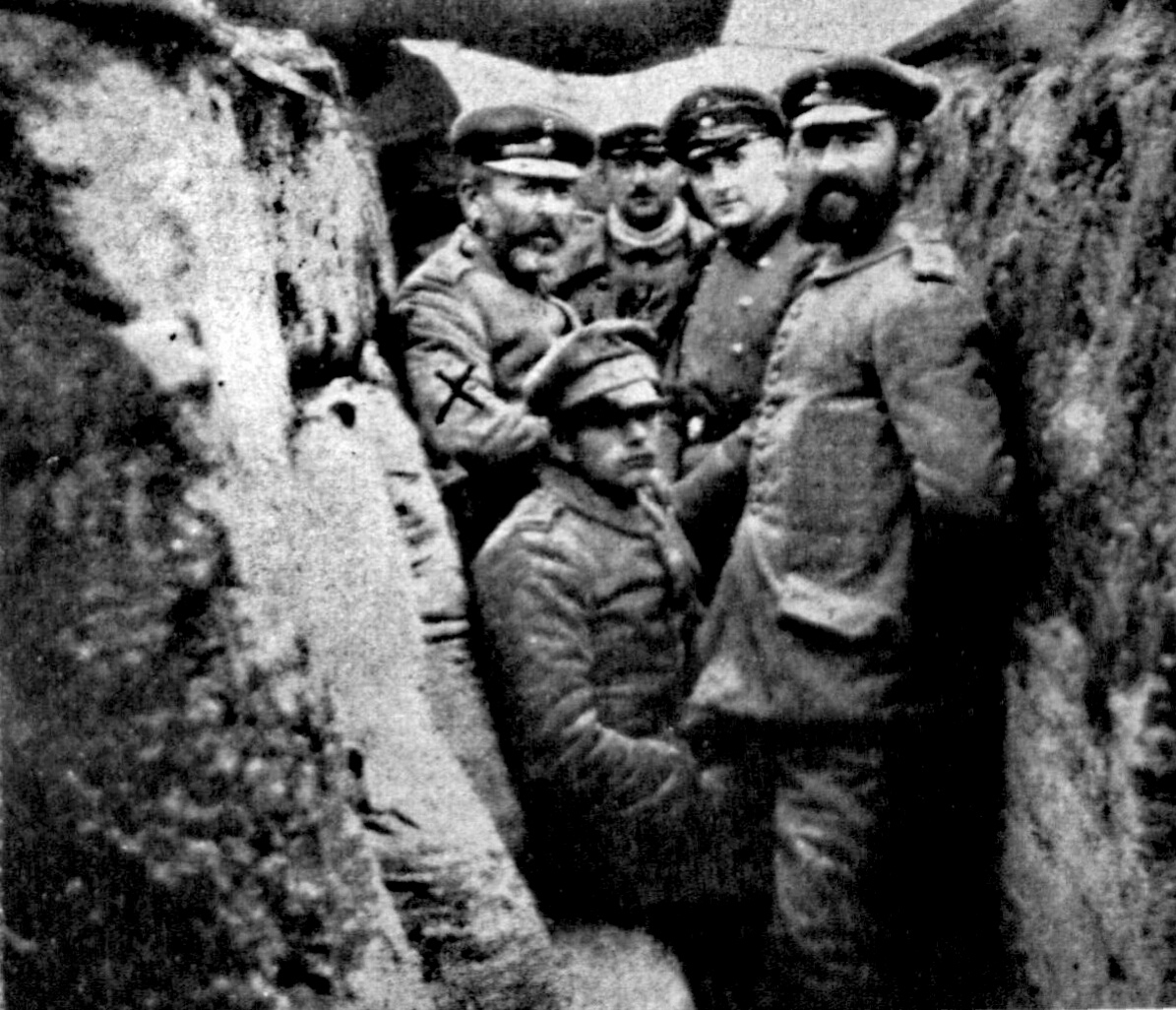
Richard Dehmel (X) im Schützengraben

Das II. Bataillon schied am 3. Januar aus dem Regimentsverband aus. Am 7. Januar wurde der 54-jährige Kriegsfreiwillige Dichter Richard Dehmel, der mit dem ersten Ersatz zum Regiment gekommen war, zum Leutnant befördert.
Das Reserve-Bataillon nahm am 16. März neben anderen Reserven an einer Parade vor Kaiser Wilhelm II. und dem Oberbefehlshaber der 1. Armee, Alexander von Kluck, in Blérancourt teil. Aus Anlass seines 100-jährigen Bestehens erreichte das Regiment am 25. März 1915 ein Anerkennungsschreiben des Kaisers.
Nach dreitägigem Artilleriebeschuss begannen die sogenannten Juni-Kämpfe von Moulin-sous-Touvent, als der Feind versuchte bei der Stellung des Füsilier-Regiments Nr. 86 durchzubrechen. Die Ruhekompanien der 31er und 85er wurden dem Regiment umgehend zur Verfügung gestellt. Trotz hoher Verluste auf beiden Seiten blieb die Front stabil.
Ab Mitte September war das Korps der 7. Armee unterstellt. Im September hatte der Feind, unter den Feldherren Joffre und French, einen Durchbruchsversuch im Artois und der Champagne, unternommen. Am 25. September wurden die in Korps-Reserve liegenden Kompanien 3./31 und 7./31 sowie 1./86 und 3./86 als zusammengesetztes Bataillon in die Herbstschlacht in der Champagne verlegt.
Mitte Oktober wurde die 18. Infanterie-Division nach 13-monatigem Stellungskrieg zur 3. Armee versetzt. Die Schlacht in der Champagne näherte sich ihrem Ende und die 31er waren bei Sainte-Marie-à-Py eingesetzt.

###### Das II. Bataillon in den Vogesen
Ende 1914 entwickelte sich ein Kriegsschauplatz von untergeordneter Bedeutung im Oberelsaß nahe der Schweizer Grenze zu einem potentiellen Schwachpunkt an der Westfront. Um diesem entgegenzuwirken, wurde eine gemischte Brigade aus dem IX. Armee-Korps sowie dem IX. Reserve-Korps gebildet.
Die Brigade setzte sich zusammen aus:
- Reserve-Infanterie-Regiment 75
- Regiment Weber[12]
  - II./31
  - II./84
  - II./89

Sie eroberte und hielt den Hartmannsweiler Kopf. Im März wurde sie nach Gehweiler verlegt, von wo aus die 31er im April wieder nach Autrêches zurückkehrten.

##### 1916
Das Unternehmen „Champagnekenner“, die Eroberung und Behauptung gegnerischen Gebietes, fand am 12. Februar statt. Dieses Unternehmen bezweckte, die gegnerische Aufmerksamkeit von einem anderen Unternehmen im Korpsbereich abzulenken. Es wurden bei diesem die kürzlich gewonnenen Lehren Willy Rohrs angewandt. So wurde eine Kompanie als Sturmtrupp eingesetzt und Flammenwerfer verwendet. Es gelang den Franzosen jedoch, Teile des gewonnenen Gebiets bereits am 24./25. Februar zurückzuerobern. Zum 1. März verließ das Regiment die Front zur Rekonvaleszenz und kehrte am 16. zurück.
Am seit dem 17. April vorbereiteten Gasangriff, das Unternehmen „Neue Feldküche“, das wetterbedingt jedoch vorerst nicht ausgeführt werden konnte, konnten die 31er im Gegensatz zu den 85ern letztendlich nicht teilnehmen. Deren Gasflaschen wurden am 21. Mai wieder abgebaut.
Das Korps wurde am 18. Juni abgelöst und vorerst Reserve der OHL. Im Anschluss kam es an die Somme. Im ersten Einsatz der 31er in der Schlacht an der Somme wurden sie von Horngy über Misery nach Licourt zurückgedrängt, bevor sie am 26. Juli in die Etappe abgezogen wurden. Dort paradierte das Regiment am 9. August in Wassigny vor dem Kommandierenden General Ferdinand von Quast des IX. Armee-Korps. Am 17. August war das Regiment zurück an der Somme. Es lag vor Estrées, von wo der Feind am 4. September angriff und die 31er, die hierbei ihre 6. Kompanie verloren, hinter Berny zurückdrängte. Im Gegenangriff konnte am Tage darauf lediglich Berny zurückerobert werden, bevor die Frontlinie abermals erstarrte. Die hiesige Abnutzungsschlacht war für die 31er am 7. September beendet.
Die Division wurde verladen und zur 6. Armee in die Heeresgruppe „Kronprinz Rupprecht“ etwa zwei Kilometer südlich des von den Briten besetzten Agny eingesetzt. Ende November begannen die Vorbereitungen des Unternehmens Alberich. Nach anschließenden zehn Tagen der Ruhe wurden die 31er nach Miraumont an der Ancre, einem Nebenfluss der Somme, verlegt.

##### 1917
Bei den Stellungskämpfen an der Ancre verlor das Regiment seine 4. Kompanie. Nachdem es dort im Februar abgezogen worden war, wurde es nach dem Eintreffen ihres neuen Regimentskommandeurs wieder bei dem Unternehmen Alberich eingesetzt. Im März lag das Regiment westlich Ervillers in Stellung. Ab dem 16. März wurde die Division unter dem Befehl des Kommandeurs der 85er, Major Paul Thümmel, aus der Front herausgezogen und marschierte in den nächsten drei Tagen auf die Siegfriedstellung zurück.
Am Ostermontag, dem Tag an dem die Frühjahrsschlacht von Arras begann, erhielten die 31er in ihrem Ruhequartier den Befehl zwischen Gavrelle und Rœux in Stellung zu gehen. Der 11. April sollte hier für die um die Kompanie 2./85 verstärkten 31er ein Großkampftag werden, da sie einen Abgriff abwehrten. Der Kunstmaler Nikolaus Bachmann, der die Stellungen während des Krieges mehrmals besuchte, hielt diesen Tag aus seinen persönlichen Eindrücken für das Regiment auf einem Gemälde fest.
Nachdem das Regiment am 24. April seine Stellung wieder verlassen hatte, wurde es hinter der Siegfriedfront in der neuen Vorgehensweise der Verteidigung instruiert. Aus der Schlacht an der Somme hatte man gelernt, dass die Verteidigungsanlagen fortan nicht mehr aus einzelnen Linien mit Stützpunkten bestehen sollten, sondern aus in die Tiefe gegliederten Liniensystemen und Stützpunktgruppen.
Am 2. Mai nahm je eine aus jedem Bataillon zusammengesetzte Kompanie bei Cambrai an einer Parade vor dem Oberbefehlshaber der Heeresgruppe (Rupprecht von Bayern) sowie den der 6. Armee (Ludwig von Falkenhausen) teil.
Nach Flandern verlegt, bezogen die 31er ab Ende August Ruhequartier südlich von Brügge. Hier paradierte das Regiment am 13. September im Divisionsverband vor 'Kronprinz Rupprecht. Dann wurde es am linken Flügel der Gruppe „Dixmuiden“ (4. Armee) im Anschnitt Houhoulster Wald in der Dritten Ypernschlacht eingesetzt.
Am 13. Oktober wurde das Regiment im Divisionsverband in Richtung Ostfront zur Reserve der Heeresgruppe Eichhorn abgezogen. Deren Hauptquartier befand sich in Wilna und wurde nach fünftägiger Fahrt erreicht. Nachdem hier am 20. November eine Parade aller stationierten Regimenter vor dem Oberbefehlshaber, Hermann von Eichhorn, stattgefunden hatte, wurde die Division nach fünf Wochen wieder in den Westen verlegt.
Am 26. erreichten die 31er Mülhausen, in Sichtweite des Hartmannsweiler Kopfes, des Molkenrains und des Großen Belchens. Da ein französischer Angriff im Sundgau erwartet wurde, stand die Division zur Verfügung der Armeeabteilung B (Erich von Gündell).

##### 1918

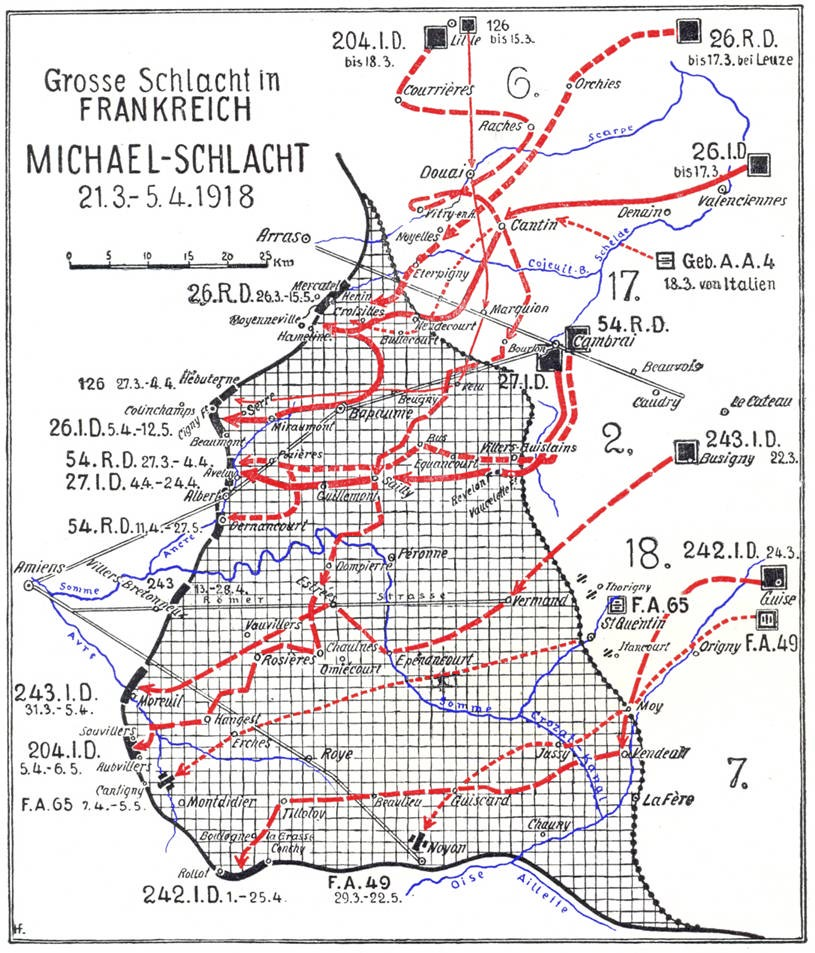
Operation Michael der deutschen Frühjahrsoffensive

Am 27. Januar 1918 fand eine Parade vor dem Kommandierenden General des X. Armee-Korps statt, anschließend verließ das Regiment am 10. Februar Mülhausen in Richtung Cambrais.
Das Regiment wurde in den Abschnitt Gonnelieu―Villers-Guislain der Gruppe „Busigny“ verlegt. Ab Mitte Februar wurde die Division wieder zur Eingreifdivision, um sich auf die geplante Frühjahrsoffensive vorzubereiten. Als die Offensive Anfang April zum Stehen kam, kämpfte das Regiment zwischen Corbie und Bray. Ab dem 18. April wurde die Division Eingreifdivision des XXIII. Reserve-Korps und lag in Marcoing in Ruhe. Dessen Kommandierender General Hugo von Kathen besichtigte das Regiment am 21. April, bevor es am 6. Mai zurück an die Front zurückkehrte. Die 31er schieden am 8. Mai für die Dauer des Einsatzes aus dem Verband der 18. Infanterie-Division aus und wurden der 199. Infanterie-Division taktisch unterstellt.
Das Regiment wurde in der Nähe von Cambrai verladen und nach Tournai in die Etappe des I. Reserve-Korps, verlegt. Als sich das Blatt in der Frühjahrsoffensive wendete, wurde die Division in das Korps Hoffmann (Peter von Hofmann) überstellt. Die Division teilte sich in drei Gruppen auf. Eine von ihnen war die Gruppe von Enckevort. Ihr oblag es, die Höhen um Cuffies zu sichern. Am 27. Juli marschierte die Gruppe nach Quincy-sous-le-Mont, um dort als Heeresgruppenreserve der Gruppe „von Etzel“ des XVII. Armee-Korps zu dienen.
In der Nacht zum 3. September zog sich die Division unter dem Kennwort „Flußschiffahrt“ von der Vesle hinter die Aisne zurück. Das Regiment war nun im Abschnitt bei Chavonne und wurden von dort schon am 5. September nach Vailly verlegt, wo sie am 14. ihre 2. Kompanie verlieren sollten. Unter dem Stichwort „Talfahrt“ wurde am 27. September die 7. Armee auf den Damenweg zurückgenommen.
Da die Siegfriedstellung, als dessen Verlängerung nach Norden man den Damenweg ansehen konnte, im Oktober aufgegeben wurde, verließen die deutschen Truppen auch den Chemin des Dames und zogen sich auf die rückwärtige Hermannstellung bzw. die Hunding-Stellung zurück. Als der Feind bei Le Cateau durchbrach, wurden die 31er-Bataillone zur Verstärkung in den Abschnitt Aisonville in Höhe Aisonville-et-Bernoville abkommandiert. Von dort musste sich das Regiment am 19. Oktober auf das Ufer des Oise-Sambre-Kanals in Tupigny zurückziehen. Am 4. November sollte hier der letzte Großkampftag des Regiments stattfinden. Der Feind überschritt den Kanal und die 31er hatten am Abend ihr Stellungsbataillon und die 5. Kompanie verloren. Das Regiment zog sich zurück und hatte am Abend des 10. die Antwerpen-Maas-Stellung erreicht.
|          | tot | verw. | verm. | Σ   | %    |
| -------- | --- | ----- | ----- | --- | ---- |
| 1914     | 9   | 25    | 4     | 38  | 15,6 |
| 1915     | 8   | 9     | -     | 17  | 7,0  |
| 1916     | 15  | 34    | 15    | 64  | 26,4 |
| 1917     | 14  | 30    | 18    | 62  | 25,5 |
| 1918     | 15  | 44    | 3     | 62  | 25,5 |
| Verluste | 61  | 142   | 40    | 243 | 100  |

|          | tot   | verw. | verm. | Σ      | %    |
| -------- | ----- | ----- | ----- | ------ | ---- |
| 1914     | 216   | 738   | 384   | 1.338  | 12,5 |
| 1915     | 237   | 730   | 28    | 995    | 9,3  |
| 1916     | 391   | 2.524 | 979   | 3.894  | 36,5 |
| 1917     | 360   | 1.184 | 651   | 2.195  | 20,6 |
| 1918     | 388   | 1.370 | 488   | 2.246  | 21,1 |
| Verluste | 1.592 | 6.546 | 2.530 | 10.668 | 100  |

#### Verbleib

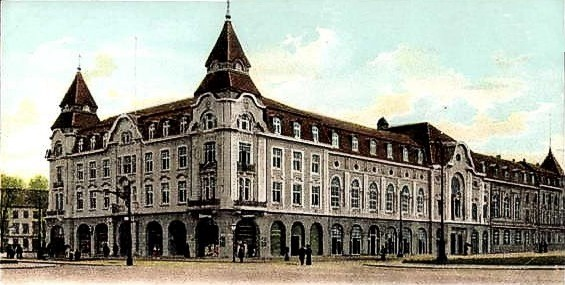
Hotel Kaiserhof

Die 18. Armee zog sich über Namur zurück und überquerte am 15. November die Maas bei Lustin. Bei Recht erreichte das Regiment am 22. November Deutschland, durchquerte die Eifel und überschritt am 29. bei Bonn den Rhein. Im Anschluss der Abnahme des Vorbeimarschs des Regiments an der Rheinbrücke durch den Divisionskommandeur, Freiherr von Massenbach, sowie den Kommandierenden General, Oskar von Watter, wurden die älteren Regimentsjahrgänge sowie die im Westen Beheimateten aus dem Regiment entlassen.
Das zusammengeschmolzene Regiment zog weiter, passierte die Edertalsperre, zog durch Kassel und paradierte am 20. Dezember am Schloss Wilhelmshöhe vor dem Generalfeldmarschall Paul von Hindenburg. Nach sechswöchigen Märschen durch Belgien, Rheinland, Westfalen, Waldeck und Hessen-Nassau warteten die verbleibenden 31er in Simmershausen auf den Abtransport zurück nach Altona. In Hannoversch Münden wurden die Bataillone am 23. bzw. 24. Dezember in den Zug verladen und trafen am 25. bzw. 26. auf dem Altonaer Güterbahnhof ein. Am 28. Dezember zog auf Wunsch der Altonaer Bürgerschaft das Regiment durch die Straßen der Garnison und an dem vor dem Rathaus stehenden Regimentskommandeur sowie Oberbürgermeister Bernhard Schnackenburg vorbei. In den Sälen des Hotels Kaiserhof fand am Abend zu Ehren des heimgekehrten Regiments auf Einladung der Stadt eine Festivität statt.
In Altona hatte sich bereits beim Ersatzregiment ein Soldatenrat gebildet. Auf Befehl des Obersten Soldatenrates in Altona wurde das aktive Regiment aus politischen Gründen mit dem 5. Januar 1919 aufgelöst und Teile als eine Kompanie dem revolutionären Ersatzbataillon unterstellt. Dieses löste die Kompanie am 20. Januar auf. Der gewählte Oberst Max-Friedrich von Schlechtendal, einst Bataillonsführer im Friedensregiment, übernahm Mitte Februar 1919 die Führung und führte die Demobilisierung der 31er durch. Deren Versuch ein Freiwilligen-Bataillon 31 in Blankenese aufzustellen, scheiterte am politischen Widerstand. Mit dem Eintreffen des offiziellen Auflösungsbefehls des Kriegsministeriums wurden die verbleibenden Demobilmachungsarbeiten der Abwicklungsstelle übergeben.
Die Tradition übernahm in der Reichswehr durch Erlass des Chefs der Heeresleitung General der Infanterie Hans von Seeckt vom 24. August 1921 die 4. (MG)Kompanie des 6. Infanterie-Regiments in Schwerin.
Am 27./29. Mai 1922 fand in Altona der erste, am 3./5. Oktober 1925 der zweite Regimentstag aller 31er statt.

### Regimentschef
Zum ersten Regimentschef wurde bei den Krönungsfeierlichkeiten Wilhelms I. am 18. Oktober 1861 Prinz Adalbert von Preußen ernannt. Er hatte diese Stellung bis zu seinem Tod am 6. Juni 1873 inne. Ihm folgten vom 2. September 1873 bis 22. Juli 1894 der General der Infanterie Julius von Bose und vom 9. September 1898 bis zum 27. November 1914 der General der Infanterie August von Seebeck.

### Kommandeur
| Dienstgrad            | Name                                  | Datum                                                             |
| --------------------- | ------------------------------------- | ----------------------------------------------------------------- |
| Oberstleutnant        | Wilhelm Gustav Friedrich Wardenburg   |                                                                   |
| Oberst                | Ferdinand von Stülpnagel              | 31. März 1815 bis 6. Juni 1817                                    |
| Oberstleutnant/Oberst | Franz Friedrich von Kinski und Tettau | 09. Juni 1817 bis 9. März 1827                                    |
| Oberst                | Friedrich von Gayl                    | 30. März 1828 bis 29. März 1829 (mit der Führung beauftragt)      |
| Oberst                | Friedrich von Gayl                    | 30. März 1829 bis 26. März 1831                                   |
| Oberstleutnant        | Ernst von Breßler                     | 30. März 1831 bis 9. Februar 1832 (mit der Führung beauftragt)    |
| Oberstleutnant/Oberst | Ernst von Breßler                     | 10. Februar 1832 bis 29. März 1838                                |
| Oberstleutnant        | Friedrich von Zaluskowsky             | 30. März 1838 bis 14. September 1839 (mit der Führung beauftragt) |
| Oberstleutnant/Oberst | Friedrich von Zaluskowsky             | 15. September 1839 bis 21. März 1843                              |
| Oberstleutnant        | Adolf Verlohren                       | 22. März 1843 bis 15. Januar 1844 (mit der Führung beauftragt)    |
| Oberstleutnant/Oberst | Adolf Verlohren                       | 16. Januar 1844 bis 29. März 1847                                 |
| Oberst                | Karl August von Brandenstein          | 30. März 1847 bis 4. August 1848                                  |
| Oberst                | Eduard von Brauchitsch                | 05. August 1848 bis 3. Mai 1850                                   |
| Oberstleutnant/Oberst | Eduard von Olberg                     | 04. Mai 1850 bis 24. Dezember 1851                                |
| Oberstleutnant/Oberst | Hans Paulus Herwarth von Bittenfeld   | 25. Dezember 1851 bis 25. Oktober 1854                            |
| Oberstleutnant/Oberst | Ferdinand von Ploetz                  | 26. Oktober 1854 bis 9. Dezember 1857                             |
| Oberstleutnant/Oberst | Eduard von Fransecky                  | 10. Dezember 1857 bis 7. März 1860                                |
| Oberst                | Gustav Friedrich von Beyer            | 12. April 1860 bis 8. Januar 1864                                 |
| Oberstleutnant/Oberst | Louis Karl Gustav Adolf von Freyhold  | 09. Januar 1864 bis 25. Juni 1866                                 |
| Oberst                | Georg von Wedell                      | 27. Juni 1866 bis 13. Juli 1870                                   |
| Oberst                | Wilhelm von Bonin                     | 14. Juli 1870 bis 13. Februar 1874                                |
| Oberst                | Karl von Rosenberg                    | 14. Februar bis 8. Juni 1874 (mit der Führung beauftragt)         |
| Oberst                | Karl von Rosenberg                    | 09. Juni 1874 bis 12. Mai 1880                                    |
| Oberstleutnant        | Heinrich von Ledebur                  | 13. Mai bis 11. Juni 1880 (mit der Führung beauftragt)            |
| Oberstleutnant/Oberst | Heinrich von Ledebur                  | 12. Juni 1880 bis 24. Februar 1886                                |
| Oberstleutnant        | Wilhelm von Rössing                   | 11. März bis 14. Mai 1886 (mit der Führung beauftragt)            |
| Oberst                | Wilhelm von Rössing                   | 15. Mai 1886 bis 21. März 1889                                    |
| Oberst                | Friedrich von Obernitz                | 22. März 1889 bis 23. März 1890                                   |
| Oberst                | Franz Friedrich von Pfuhlstein        | 24. März 1890 bis 17. April 1893                                  |
| Oberst                | Karl von Hugo                         | 18. April 1893 bis 15. Juni 1896                                  |
| Oberst                | Karl von Ramdohr                      | 16. Juni 1896 bis 2. Juli 1899                                    |
| Oberst                | Reinhold von Derschau                 | 03. Juli 1899 bis 21. März 1903                                   |
| Oberst                | Siegfried von Hinckeldey              | 22. März 1903 bis 21. März 1907                                   |
| Oberst                | Georg von Kleist                      | 22. März 1907 bis 11. Juni 1909                                   |
| Oberst                | Wolf von Wurmb                        | 03. Juli 1909 bis 22. April 1910                                  |
| Oberst                | Georg von Schüßler                    | 29. April 1910 bis 26. Juni 1913                                  |
| Oberst                | Walter von Bergmann                   | 4. Juli 1913 bis 1. August 1914                                   |
| Oberstleutnant        | Konstantin von Schmidt-Hayn           | 02. August bis 30. Oktober 1914                                   |
| Major                 | Joachim Marggraf                      | 01. November 1914 bis 13. Januar 1917                             |
| Major                 | von Hanstein                          | 14. Januar 1917 (in Vertretung)                                   |
| Major                 | Georg Wieczorek                       | 19. Januar bis 3. Februar 1917                                    |
| Major                 | von Hanstein                          | 04. Februar 1917 (in Vertretung)                                  |
| Oberstleutnant        | Otto Billmann                         | 07. Februar 1917 bis 3. April 1918                                |
| Hauptmann             | Bade                                  | 04. April 1918 (in Vertretung)                                    |
| Major                 | Karl von Loßberg                      | 14. April bis Juni 1918                                           |
| Major                 | von Hanstein                          | Juni 1918 (in Vertretung)                                         |
| Oberstleutnant        | Otto Wasserfall                       | 05. September 1918 bis 5. Januar 1919                             |

## Sonstiges

Kriegervereinsmarke

### Vereine
- Kriegerverein ehemaliger 31er (Altona)
  - deren Fahnen sind am 14./15. Oktober 1901 geweiht worden
- Kriegerverein ehemaliger 31er Graf Bose. (Neumünster)
- Kameradschaftliche Vereinigung des ehemaligen Reserve-Infanterie-Regiments Nr. 31 zu Hamburg

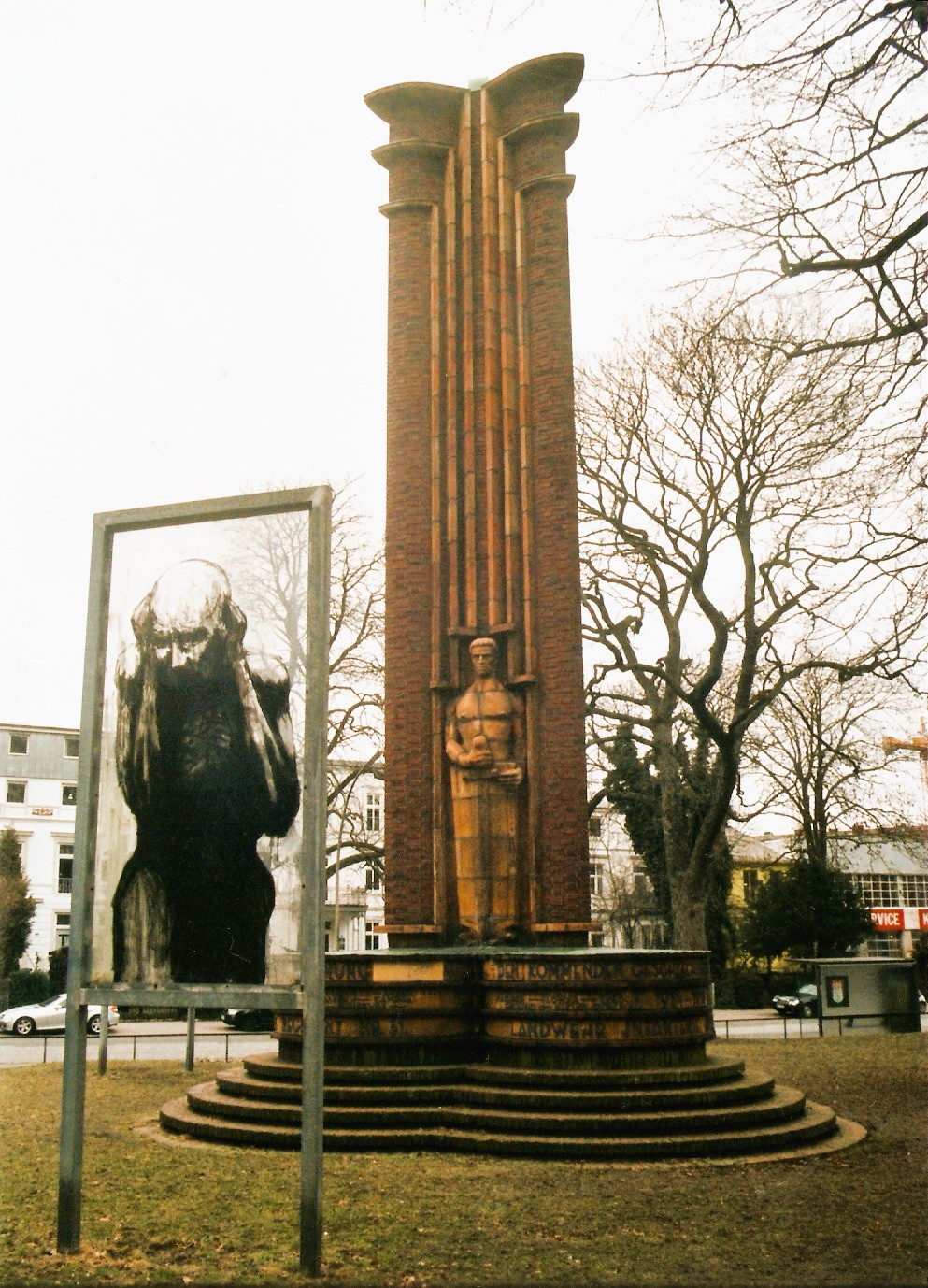
Altonaer Denkmal

- Kameradschaftliche Vereinigung der Offiziere des ehemaligen Kgl. Preußischen Infanterie-Regiments Graf Bose (1. Thür.) Nr. 31 e. V.
- Kameradschaft Landwehr 31er e. V.
- Frontkameraden I. R. 31

### Denkmale
- März 1817 – die in der Garnisonskirche zu Erfurt aufgestellte Kirchentafel nennt die Namen der in den Befreiungskriegen gefallenen 31er
- Ein Denkmal in dem Johannis-Kirchhofe trug die Namen der bei der 1848er Revolution in Erfurt gefallenen. Soldaten. Die Inschrift hieß:

„Es fielen im Kampfe für Ordnung und Gesetztreu ihrer Pflicht am 24. November 1848“

- Auf dem Hof der einstigen Garnisonskirche St. Johanniskirche in Altona wurde am 5. Oktober 1925 das von ehemaligen 31ern gestifteten Ehrenmal aller 31er in Form eines 8,50 m hohen dreiseitigen Monuments aus Klinker und Keramik, an dessen Seiten als Relief je ein Mann mit Schwert und Schild wacht, eingeweiht. Je einer der Männer versinnbildlicht das aktive, Reserve- und Landwehr-Regiment.[16]

Das von August Henneberger entworfene Kriegerdenkmal wurde von John Kriegeris ausgeführt.
Die Inschrift auf dem Ehrenmal lautet:

„Den gefallenen Helden zum dankbaren Gedächtnis,

Den Lebenden zur Mahnung,

Den kommenden Geschlechtern zur Nacheiferung.“

Die Kirchengemeinde St. Johannis erarbeitete im Zusammenhang mit einem studentischen Projekt der Fachhochschule Hamburg (Fachbereich: Gestaltung) eine Umgestaltung des Denkmals. Tafeln des Altonaer Künstlers Rainer Tiedje verwehren seitdem die direkte Draufsicht auf dessen martialische Krieger-Figuren. Eine 2009 zerstörte Tafel des Projektes wurde von der Künstlerin Wiebke Logemann ersetzt.